# Skurkino
Skurkino (ros. Скуркино) – wieś (ros. деревня, trb. dieriewnia) w zachodniej Rosji, w osiedlu wiejskim Michnowskoje rejonu smoleńskiego w obwodzie smoleńskim.

## Geografia
Miejscowość położona jest 4,5 km od drogi federalnej R135 (Smoleńsk – Krasnyj – Gusino), 5,5 km od drogi federalnej R120 (Orzeł – Briańsk – Smoleńsk – Witebsk), 13,5 km od drogi magistralnej M1 «Białoruś», 14,5 km od centrum administracyjnego osiedla wiejskiego (Michnowka), 21 km od Smoleńska, 6 km od najbliższego przystanku kolejowego (Katyń).

## Demografia
W 2010 r. miejscowość zamieszkiwały 3 osoby.